# Mesotritia recursa
Mesotritia recursa är en kvalsterart som beskrevs av Wojciech Niedbała 2004. Mesotritia recursa ingår i släktet Mesotritia och familjen Oribotritiidae. Inga underarter finns listade i Catalogue of Life.